# Jonathan Eysseric
Jonathan Eysseric (ur. 27 maja 1990 w Saint-Germain-en-Laye) – francuski tenisista.

## Kariera tenisowa
Występując w gronie juniorów został finalistą gry pojedynczej chłopców na Australian Open 2007. Podczas US Open 2007 wygrał grę podwójną chłopców razem z Jérôme’em Inzerillo, a na French Open 2007 osiągnął finał debla chłopców wspólnie z Kellenem Damico.
Zawodowym tenisistą Eysseric został w 2008 roku. Osiągnął 1 finał zawodów rangi ATP World Tour w grze podwójnej.
W rankingu gry pojedynczej najwyżej był na 202. miejscu (10 czerwca 2013), a w klasyfikacji gry podwójnej na 72. pozycji (2 lipca 2018).

### Finały w turniejach ATP World Tour
| Legenda                                      |
| -------------------------------------------- |
| Wielki Szlem                                 |
| Igrzyska olimpijskie                         |
| Tennis Masters Cup / ATP Finals              |
| ATP Masters Series / ATP Tour Masters 1000   |
| ATP International Series Gold / ATP Tour 500 |
| ATP International Series / ATP Tour 250      |

#### Gra podwójna (0–1)
| Końcowy wynik | Nr | Data          | Turniej | Nawierzchnia | Partner       | Przeciwnicy                  | Wynik finału   |
| ------------- | -- | ------------- | ------- | ------------ | ------------- | ---------------------------- | -------------- |
| Finalista     | 1. | 30 lipca 2017 | Gstaad  | Ceglana      | Franko Škugor | Oliver Marach Philipp Oswald | 6:3, 4:6, 8–10 |